# La battaglia del deserto
La battaglia del deserto é um filme de guerra ítalo/francês de 1969, dirigido por Mino Loy, roteirizado por Ernesto Gastaldi, com música de Bruno Nicolai.

## Sinopse
Norte da África, 1942, soldados ingleses com missão de minar o campo e impedir o avanço alemão, são atacados por uma patrulha inimiga. Da batalha, sobrevive um oficial alemão, um amargo inimigo, que durante a jornada que se segue, tem suas convicções humanizadas.

## Elenco
- Robert Hossein ....... Capitão Curd Heinz
- George Hilton ....... Capitão George Bradbury
- Frank Wolff ....... Red Wiley
- Rik Battaglia ....... Bob
- Ivano Staccioli ....... Salter
- Goffredo Unger ....... Spencer (como Freddy Unger)
- Fabrizio Moroni ....... Charlie
- Laura Belli ....... Barbara
- Ida Galli ....... Jane (como Evelyn Stewart)
- Jacques Castelot
- Robert Dalban ....... comandante inglês